# Stratifie
Stratifie je originální výtvarná technika Jiřího Koláře, která je založena na postupném lepení mnoha vrstev papíru a následném vytváření reliéfu pomocí skalpelu.
Z formální stránky patří stratifie mezi metody založené na lepení papíru, ale výsledek se blíží reliéfnímu informelu.
Je vyjádřením existenciálního pocitu autora, který popsal ve svém slovníku metod:
Sám jsem si připadal jako složený z vrstev. Z vrstev let, měsíců, dnů, z vrstev setkání, událostí atd. A vždy nový den a nové střetnutí, rok nebo prožitek jakoby zabodávaly skalpel a odkrývaly vrstvy, které vyvstávaly nebo které se zjevovaly tak bohaté, jako hluboký nebo silný byl zářez a víc napovídaly než vypovídaly. Málokdy přijaly novou vrstvu, vždy zůstaly jako živé rány... 
Podle Chalupeckého, je samotný proces destrukce (pitvání) důležitější než to, co nakonec viditelného z ní zas vzniká.

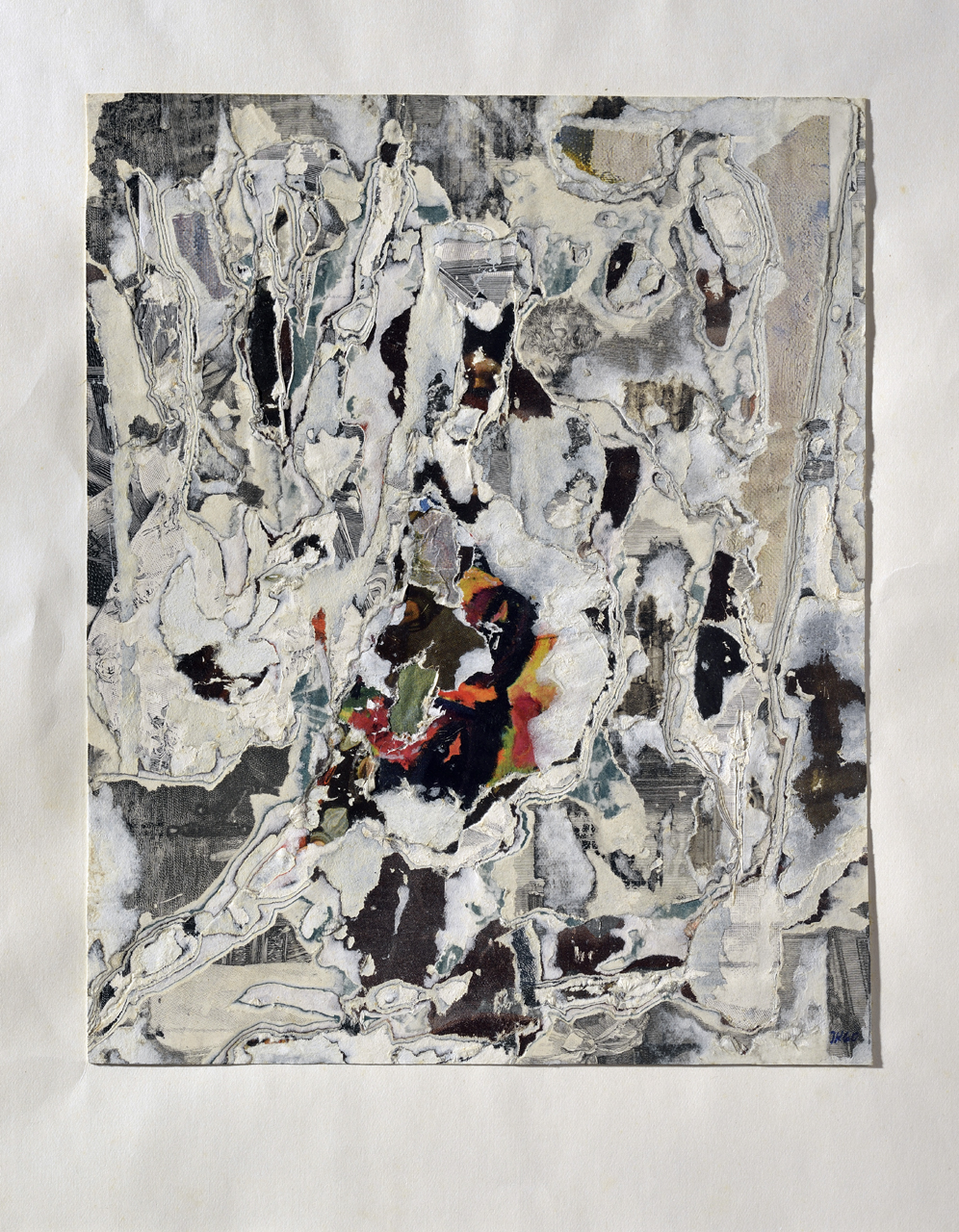
Jiří Kolář, Sklopená tvář (1960), stratifie
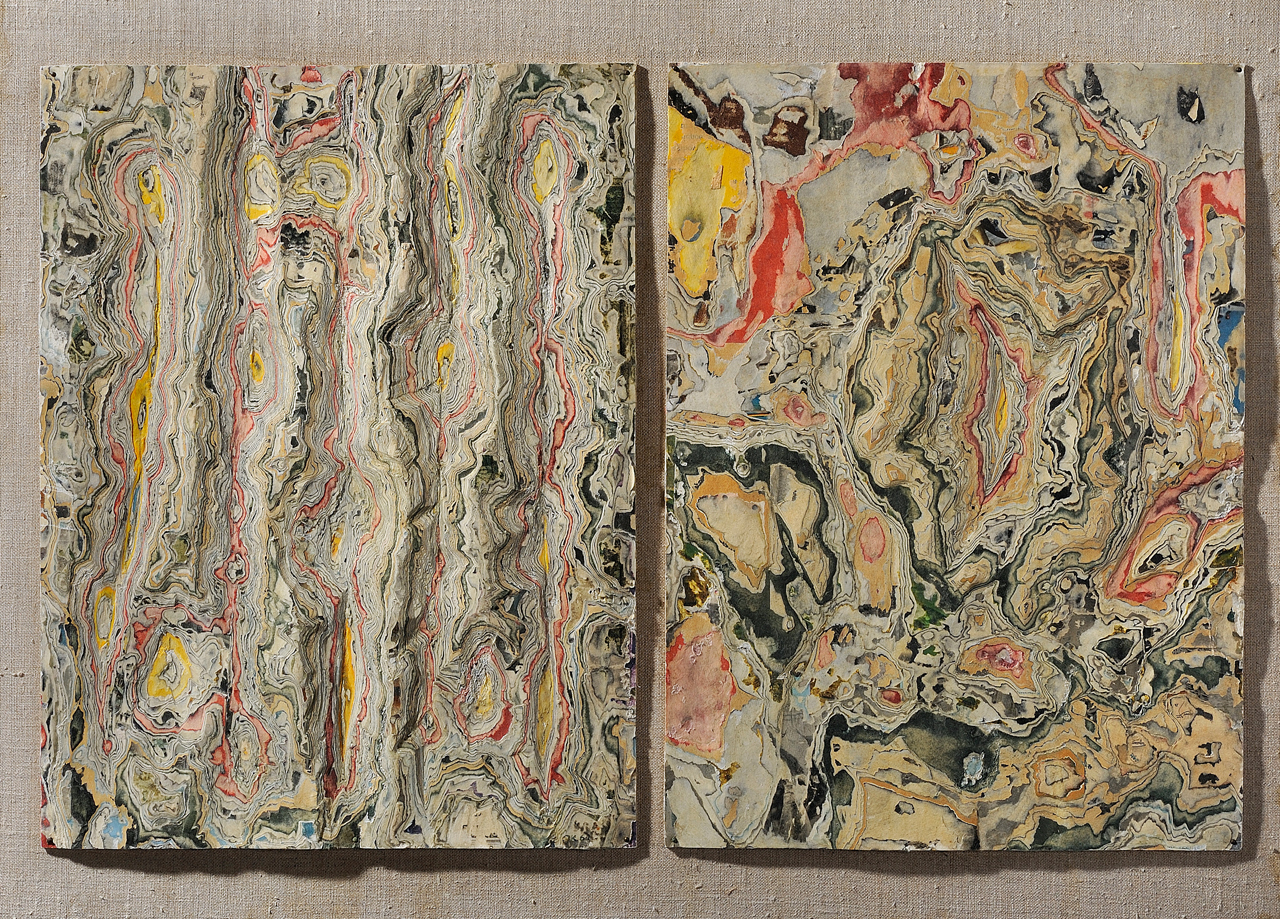
Jiří Kolář, Dvojníci (1961), stratifie